# Casa del Blanco
Pago Casa del Blanco es un Vino de Pago procedente de Castilla-La Mancha, solo aplicable a vinos tintos y blancos. La superficie del viñedo, según Registro Vitícola, es de 92,7777 ha del término municipal de Manzanares (provincia de Ciudad Real). 
La Finca se sitúa en una altiplanicie mesetaria muy llana (pendientes medias por debajo del 2%), y que carece de cualquier accidente de relieve destacable. El suelo de la finca Casa del Blanco, posee una textura franco-arenosa, identificándose materiales volcánicos (basaltos), presentando un pH básico, siendo el contenido en materia orgánica bajo, los niveles de carbonato totales y de caliza activa normales, y los niveles de fósforo y potasio elevados. Sin embargo el dato que llama más la atención es la elevada concentración de litio, catión poco frecuente y que en este caso alcanza un valor equivalente a los oligoelementos cinc y cobre de otros suelos rojos. El litio es un metal que se encuentra a nivel de trazas en suelos vitícolas, sin embargo, en este caso, y dependiendo de las parcelas, alcanza unos valores de 0,86 a 2,9 mg/kg.